# Cartoful în arta precolumbiană

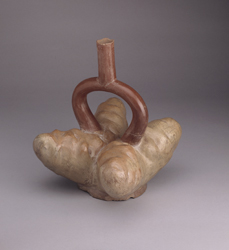
Ceramică care aparține culturii Moche, (muzeul Larco din Lima)

În Munții Anzi au înflorit mai multe culturi indiene culminând cu imperiul incaș care a fost distrus de conchistadorii conduși de Francisco Pizarro în 1525-1533. Cele mai multe mărturii despre cultura și arta acestor civilizații păstrate astăzi în muzee au fost găsite în morminte.
Dintre obiectele de artă plastică, multe reprezintă tuberculi de cartof, mai mult sau mai puțin stilizați. Aceste obiecte sunt suficient de numeroase pentru a fi posibilă o clasificare a lor după anumite perioade de stil. Succesiunea acestor perioade este clară, dar datarea lor cronologică este mai dificilă. Excepție fac descoperirile din perioada incașă târzie.

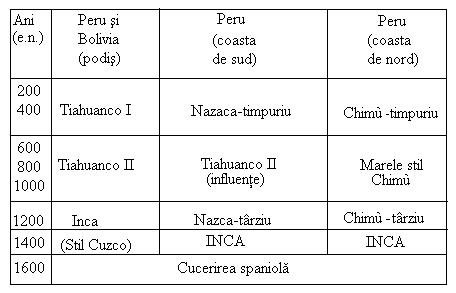
Tabel cu perioadele de stil din cultura incaşă

Cele mai reușite vase cu forme de cartof sunt considerate cele aparținând culturii Chimu, mai ales cele de la începutul acesteia (anii 200-400 AD). De obicei corpul vasului în formă de tubercul are o singură culoare, este produs din lut negru, roșcat sau galben-mat. Vasul are ochiuri adânci și mai poate fi acoperit cu desene brune sau negre. Toarta vasului poate fi împodobită cu desene de animale sau oameni.